# イーディス・ネズビット

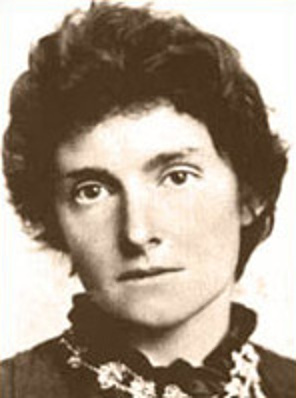
イーディス・ネズビット

イーディス・ネズビット（Edith Nesbit, 1858年8月15日 - 1924年5月4日）は、イギリスの小説家、詩人。E・ネズビットの名義で多くの児童文学を書いた。共著書も合わせると60冊以上の本を刊行し、いくつかは後に映像化もなされた。彼女は政治活動家でもあり、フェビアン協会の初期のメンバーの一人であった。結婚後の本名はイーディス・ブランド（Bland）。日本語表記は、名がエディスとも、姓はネスビットともされる。

## 経歴
サリー州ケニントン（現在では大ロンドンのランベス区界隈）で、農業化学者ジョン・コリス・ネズビットの娘として生まれた。父は彼女が四歳になる前に死亡した。病気がちだった姉の転地療養のため、3年間でブライトン、バッキンガムシャー、フランス、スペイン、ドイツの各地に暮らし、その後ケント州ホールステッド（Halstead）に定住した。この地方の景観は後の作品『若草の祈り』に影響を与えた。
17歳の時、一家はロンドンに戻り、南東ロンドンの各所に住んだ。
1877年、ウィリアム・モリスの信奉者であった19歳のネズビットは、銀行員ヒューバート・ブランド（Hubert Bland, 1855年 - 1914年）と出会った。妊娠7ヶ月であった1880年4月22日に結婚した。ブランドはアリス・ホウトスンという女性とも関係を続けており、2人の子供を成した（この2人はネズビットに育てられた）。彼女自身の子供としては、ポール・ブランド（1880年 - 1940年）、アイリス・ブランド（1881年 - ?）、フェビアン・ブランド（1885年 - 1900年）がいる。
ネズビットとブランドは1883年からフランク・ポドモアとともに社会主義の討論を行っており、1884年のフェビアン協会の創設会員であった。彼らの息子フェビアンの名は、この協会にちなんでいる。彼らは協会の新聞「Today」の編集にも携わった。先述のアリス・ホウストンは協会の秘書であった。ネズビットとブランドはマルクス主義を信奉し 、ヘンリー・ハインドマンの社会民主連合のメンバーであり、彼らはこの組織と関わりを持った。また「フェビアン・ブランド」の共同ペンネームで物も書いたが成功しなかった。

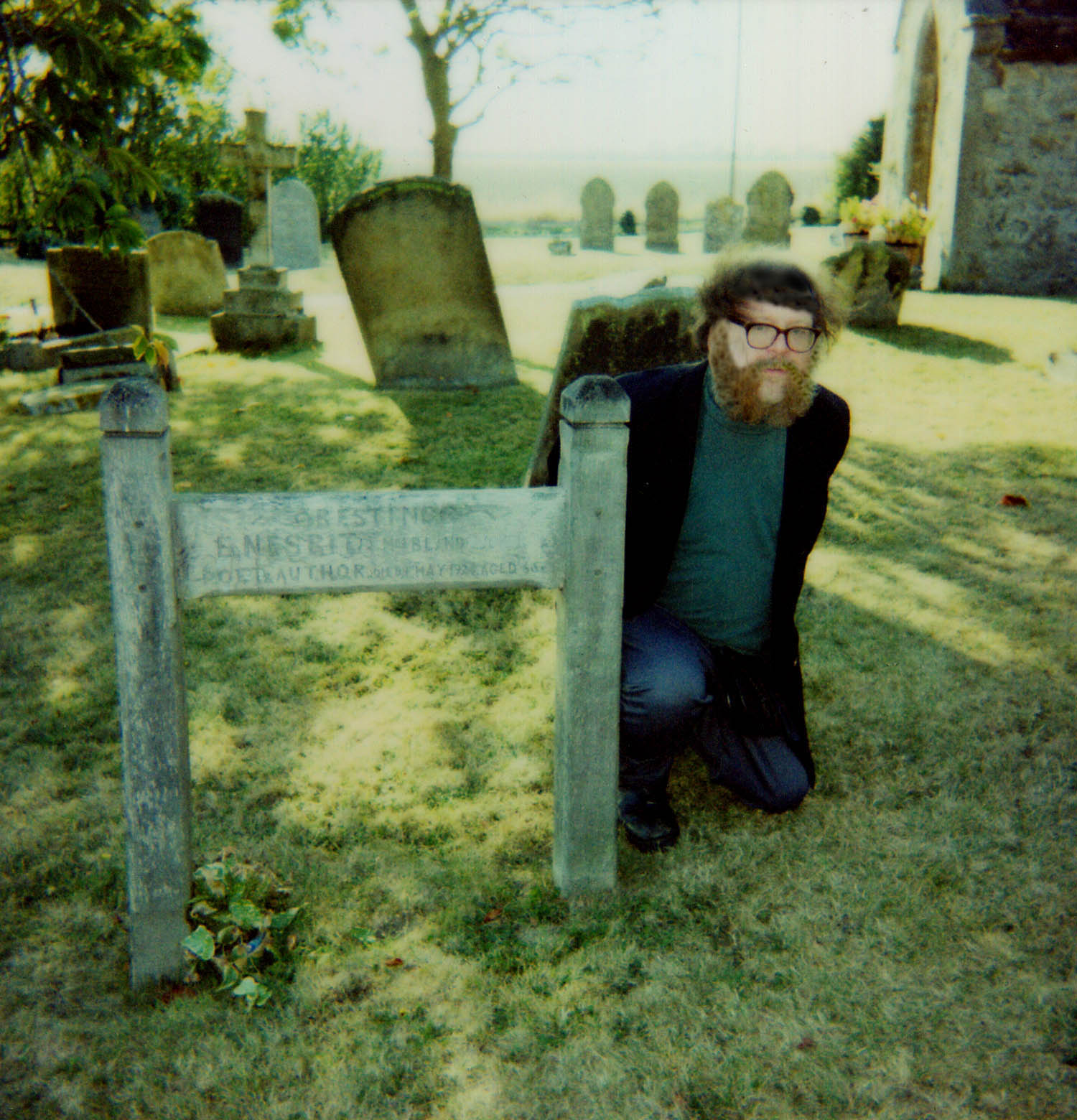
ネズビットの墓

ネズビットは1899年から1920年までケント州エルタム（Eltham：現・大ロンドン南東部）で暮らした。1917年2月20日（夫ブランドの死の三年後）、彼女は造船技師のトーマス・タッカーという人物と結婚した。
恐らくは過度の喫煙により、舌癌を患って1924年に没。65歳没。セント・メアリ・イン・ザ・マーシュ（St. Mary in the Marsh）の墓地に埋葬された。

## 文学における業績
ネズビットが発表した児童文学の数は、長編と短編集を合計すると約40冊になる。共著を含めるならばその数は多少増える。
伝記作家のジュリア・ブリッグズ（Julia Briggs）は、ネズビットを「最初の現代的な児童文学作家」であり、児童向け冒険小説の発明者だと評している。
『宝探しの子供たち』（1898年）、『よい子連盟』（1899年）はネズビットの代表作で、いずれもバスタブル家という零落して中流階級となった一家を描いた作品である。ネズビットは戯曲や韻文も書いている。
彼女は「現実性・同時代性」と「魔法・冒険」の要素を組み合わせることで斬新な作品群を生み出した。ネズビットの方法はパメラ・トラバース、エドワード・イーガー、ダイアナ・ウィン・ジョーンズ、J・K・ローリングらに直接的・間接的な影響を与えた。C・S・ルイスの「ナルニア国ものがたり」シリーズも彼女の影響の下に書かれた。マイクル・ムアコックはあるスチームパンクのシリーズに、大人になったオズワルド・バスタブル（『宝探しの子供たち』の登場人物）を登場させている。

## 著作リスト
- The Story of the Treasure Seekers　日本語版『宝さがしの子どもたち』　吉田新一訳、スーザン・アインツィヒ画、福音館書店〈福音館古典童話シリーズ〉、1974年。
- The Enchanted Castle　『魔法の城』
- The Would-Be-Goods　『よい子連盟』
- The Railway Children　『若草の祈り』（若草のいのり） - 同名の映画（1970年、英）の原作
- The Cockatoucan『緑の国のわらい鳥』（Nine Unlikely Tales『うそのような9つのお話』より）
- 『まほうだらけの島』
- 『かがみのなかのぼうや』
- 『おひめさまとりゅう』（王女さまと火をはくりゅう）
- 『国をすくった子どもたち あっちこっちりゅうだらけのお話』
- The House of Arden　『アーデン城の宝物』
- Harding's Luck　『ハーディングの幸運』(The House of Arden の続編)

### 砂の妖精三部作
- Five Children and It　日本語版『砂の妖精』（砂の妖精と5人の子どもたち／おねがい!サミアどん）
- The Phoenix and the Carpet　日本語版『火の鳥と魔法のじゅうたん』
- Story of the Amulet　日本語版『魔よけ物語　続・砂の妖精』

### 短編集
- 魔法! 魔法! 魔法!
  - キング、募集中
  - 日曜日だけ美人
  - プリンセスたち失踪事件
  - 魔法のリンゴと白い馬
  - エレベーター＝ボーイはだれ?
  - 魔法使いの心臓
- ドラゴンがいっぱい!
  - 本からドラゴンが……
  - 紫色のドラゴン
  - 地下牢のドラゴン
  - うず潮の島のドラゴン
  - 火をふくドラゴン
  - 国じゅうがドラゴン
  - 最後のドラゴン
- 不気味な話
  - 約束を守った花婿（ジョン・チャリントンの結婚）